# 安兴镇
安兴镇，是中华人民共和国山東省菏泽市牡丹区下辖的一个乡镇级行政单位。

## 行政区划
安兴镇下辖以下地区：
安兴村、船郭庄村、田楼村、姚庄村、国庄村、冯张庄村、西桥村、孔楼村、赵庄村、李集村、盐土张村、大倪庄村、后屯村、前屯村、江庄村、洪庄村、肖庄村、刘楼村、宋河村、孙庄村、孟王庄村、冯庙村、吕楼村、冯庄村、许海村、应楼村、任庄村、张庄村、姜庄村、张楼村和任楼村。